# Ришард Гловацький
Ришард Гловацький (пол. Ryszard Głowacki, 31 серпня 1937, Дукля) — польський письменник-фантаст, журналіст та вчений-геолог.

## Біографія
Ришард Гловацький народився у містечку Дукля в 1937 році. Він закінчив геологічний факультет Варшавського університету, та за спеціальністю є геологом-нафтовиком. Як письменник-фантаст Гловацький дебютував у 1976 році оповіданням «Допінг» (пол. Doping) у журналі «Młody Technik». У 1976—1983 Гловацький публікував низку науково-фантастичних оповідань у журналах «Merkuriusz», «Młody Technik», «ITD», «Prometej». У 1979 році вийшов перший роман письменника «Пароксизм номер мінус один» (пол. Paroksyzm numer minus jeden). У 1985 році вийшла збірка оповідань письменника «Рапорт із резервації» (пол. Raport z rezerwatu), а у 1988 році вийшов другий роман письменника «Алгоритм пустки» (пол. Algorytm pustki). Більшість творів письменника написані в стилі традиційної наукової фантастики, та об'єднані темою так званого «чудового винаходу», які застерігають від надмірного проникнення техніки у всі сфери людського життя. У останніх творах автора більш вираженими є гротеск та алегорія, за допомогою яких автор робить спроби поставити запитання щодо подальшого розвитку людства.
Твори Ришарда Гловацького перекладалися німецькою, чеською, угорською та російською мовами.

## Твори

### Романи
- Пароксизм номер мінус один (пол. Paroksyzm numer minus jeden, 1979)
- Алгоритм пустки (пол. Algorytm pustki, 1988)

### Збірки оповідань
- Рапорт із резервації (пол. Raport z rezerwatu, 1982)
- Вітерець неправдоподібності (пол. Powiew nieprawdopodobieństwa, 1985)

### Оповідання
- Допінг (пол. Doping, 1976)
- Рапорт із резервації (пол. Raport z rezerwatu, 1976)
- Геометрія виживання (пол. Geometria przetrwania, 1979)
- Інтервенція (пол. Interwencja, 1979)
- Щоденник генетрика Гетерокаріона (пол. Diariusz genetryka Heterokariona, 1979)
- Інформограма (пол. Informogram, 1981)
- Хто я (пол. Czym jestem, 1982)
- Нелояльність (пол. Nielojalność, 1982)
- Невдалий експеримент (пол. Nieudany eksperyment, 1982)
- Дзінь для професора (пол. Dżin dla profesora, 1982)
- Донос (пол. Donos, 1982)
- Контракт (пол. Kontrakt, 1982)
- Відчайдух (пол. Desperat, 1982)
- Останній похід Воя Берга (пол. Ostatnia wyprawa Voya Berga, 1982)
- Неосцієнтологічна порадниця (пол. Poradnia neoscjentologiczna, 1982)
- Хтось сіє розум (пол. Ktokolwiek sieje rozum, 1983)
- Вітерець неправдоподібності (пол. Powiew nieprawdopodobieństwa, 1984)
- Сліпий закуток імовірності (пол. Ślepy zaułek wiarygodności, 1984)
- Зворушливість щодо нульової вартості (пол. Wzruszenie o wartości zerowej, 1984)
- Знаменита смуга (пол. Znakomita passa, 1984)
- Міс сектору (пол. Miss sektora, 1985)
- Роботомахія (пол. Robotomachia, 1985)
- У них, на Землі (пол. U nich, na Ziemi, 1985)
- Уся трава зелена (пол. Wszystka trawa zielona, у співавторстві з Ліліанною Вітковською-Вавер, 1990)